# 신라백지묵서대방광불화엄경 주본 권1~10, 44~50
신라백지묵서대방광불화엄경 주본 권1~10, 44~50(新羅白紙墨書大方廣佛花嚴經 周本 卷一∼十, 四十四~五十)은 서울특별시 용산구, 삼성미술관 리움에 있는 통일신라의 필사본 불경이다. 
1979년 2월 8일 대한민국의 국보 제196호 신라백지묵서대방광불화엄경 권제1~10, 4~50(新羅白紙墨書大方廣佛華嚴經 卷第一∼十, 四十四~五十)으로 지정되었다가, 2010년 8월 25일 현재의 명칭으로 변경되었다.

## 개요
대방광불화엄경은 줄여서 ‘화엄경’이라고도 한다. 부처와 중생은 둘이 아니라 하나라는 것을 기본사상으로 하고 있다. 화엄종의 근본경전으로 법화경과 함께 한국 불교사상 확립에 크게 영향을 끼친 불교경전 가운데 하나이다.
이 책은 우리나라에서 가장 오래된 사경(寫經:경문을 쓰고 그림을 그려 장엄하게 꾸민 불경)으로 두루마리 형태이며 크기는 세로 29cm, 가로 1390.6cm이다.
신라 경덕왕 13년(754)에 연기법사가 간행을 시작하여 다음해인 755년에 완성한 것으로, 사경을 만드는 일에 참여한 19명의 사람에 대해 자세히 적고, 사경 제작방법과 그에 따른 의식절차를 적은 간행 기록이 남아 있다. 이는 사경이 신라시대부터 경전신앙의 차원에서 성립되었음을 알려주는 중요한 자료이며, 이두식 표현의 문장 역시 이 사경의 특색이다.
책머리에는 금색으로 불경의 내용을 요약해 그린 변상도(變相圖)가 있고, 신장상·불보살·꽃·풀 등이 그려진 표지에 해당하는 그림이 있다. 본래 1장이던 그림이 2조각 났지만 신라시대의 유일한 회화자료로 중요한 가치가 있다.
이 책은 화엄사를 창건한 연기법사가 간행한 것이다. 신라 화엄사상을 알 수 있는 자료로 신라시대 문헌으로는 유일한 것이며, 당시 불교 뿐 아니라 서지학·미술사 등에서도 자료적 가치가 크다.

## 같이 보기
- 화엄경

## 참고 자료
- 신라백지묵서대방광불화엄경 주본 권1~10, 44~50 - 국가유산청 국가유산포털